# Iván Duychev
Iván Simeonov Duychev (en búlgaro: Иван Симеонов Дуйчев; Sofía, 1 de mayo de 1907- Sofía, 24 de abril de 1986) fue un historiador y bizantinólogo búlgaro.

## Biografía
Duychev nació en Sofía en 1907. En 1932 se graduó en historia en la Universidad de Sofía. Entre los años 1932 y 1936 vivió en Italia, donde desarrolló una tesis sobre la dinastía Asen. Sus maestros fueron Vasil Zlatarski y Silvio Giuseppe Mercati. Tiene un doctorado de la Universidad de Roma La Sapienza. Su mecenas y mentor es el prefecto del Archivo Apostólico Vaticano.
Su carrera en la Universidad de Sofía fue interrumpida por una decisión de las autoridades comunistas que le ordenaron trabajar juntos en 1949 en el Instituto de Historia de la Academia de Ciencias de Bulgaria (trabajó allí hasta 1974). Fue un valioso editor de fuentes, especialmente del Monte Athos. Falleció el 24 de abril de 1986 en Sofía. Después de su muerte, su biblioteca personal quedó a disposición de la Universidad de Sofía, y la casa en la que vivió se transformó en un centro de investigación.

## Póstumamente
Su imagen es un prototipo en una novela de ficción “La historiadora”.

## Obras
- Iz starata bŭlgarska knizhnina. Kn. I. 1940.
- Prepiskata na papa Inokentiya III s bŭlgarite. Sofía. 1942.
- Iz starata bŭlgarska knizhnina. Kn. II. 1944.
- Rilskiyat svetets i negovata obitel. Библиотека „Златни зърна“, редактор-стопанин: Славчо Атанасов. 1947.
- Miniatyurite na Manasievata letopis. „Български художник“. 1962.
- Letopisa na Konstantin Manasi. Издателство на БАН. 1963.
- Bolonsky psaltyr. Издателство на БАН. 1968.
- Bŭlgarsko Srednovekovie. Издателство Наука и Изкуство. 1972.
- Pŭteki ot utroto. Ochertsi za srednovekovnata bŭlgarska kultura. Издателство Отечество. 1985.